# Єжов Станіслав Станіславович
Єжов Станіслав Станіславович (22 червня 1978 , Київ) — український урядовець, заступник керівника протоколу і помічник прем'єр-міністра України.
Найбільш високопоставлений співробітник Кабінету міністрів України, заарештований за звинуваченням в шпигунстві на користь Росії .

## Біографія
Народився 22 червня 1978 року в Києві, в сім'ї викладача Київського національного університету імені Тараса Шевченка Станіслава Миколайовича Єжова . У 1999 році закінчив з дипломом перекладача Інститут міжнародних відносин Київського національного університету ім. Тараса Шевченка (КІМВ).
Після випуску почав працювати в МЗС України — спочатку у відділі перекладів, потім в посольствах України в Словенії і США . Співробітником українського посольства в США був чотири роки — з 2011 по 2015. До 2011 року Єжов працював в адміністрації президента України Віктора Януковича, де мав допуск до секретних документів. Єжов критично сприйняв євромайдан, залишив в соціальних мережах записи про «фашистів в Києві», висловлював симпатію спецпідрозділу «Беркут» .
У 2015 році Єжов став особистим перекладачем голови Верховної Ради Володимира Гройсмана. Після призначення Гройсмана прем'єр-міністром в 2016 році перейшов разом з ним в уряд. У травні того ж року успішно пройшов люстрацію — обов'язкову перевірку всіх урядовців, які займали посади в період президентства Януковича. Працював в секретаріаті Кабінету міністрів України. В обов'язки Єжова, як помічника прем'єр-міністра, входило участь в підготовці робочого графіку прем'єра. Єжов відповідав за організацію перекладу переговорів глави уряду з іноземними делегаціями, на яких часто виконував функції особистого перекладача прем'єра. Зокрема, в липні 2017 року Лондоні Єжов був перекладачем на переговорах Гройсмана з прем'єр-міністром Великої Британії Терезою Мей . За оцінкою радника міністра внутрішніх справ України Станіслава Речинського, Єжов є одним з кращих українських перекладачів-синхроністів .
За даними Служби безпеки України (СБУ), Єжов був завербований російською розвідкою в період тривалого відрядження в США. За версією СБУ Єжов, будучи носієм державної таємниці України, за родом своєї професійної діяльності мав можливість збирати досить специфічну інформацію, «ініціативно і творчо виконував завдання російських кураторів», збирав за допомогою спеціального обладнання інформацію про діяльність урядових структур, потім передавав відомості в Росію через електронні канали зв'язку .
20 грудня 2017 року Єжова заарештований співробітниками СБУ на своєму робочому місці, за згодою прем'єр-міністра Гройсмана. Глава уряду був в курсі оперативної розробки свого помічника і перекладача, яка проводилася спецслужбою кілька місяців, подякував СБУ за викриття «чиновника, який тривалий час працював в інтересах ворожої держави» .
22 грудня 2017 року Шевченківський районний суд Києва заарештував Єжова за підозрою в державній зраді (ч. 1 ст. 111 КК України) на 2 місяці без права звільнення під заставу. Показання в суді Єжов погодився давати російською мовою . Єжов став найбільш високопоставленим співробітником Кабінету міністрів України, заарештованим за звинуваченням в шпигунстві на користь Росії . Термін ув'язнення за цією статтею на Україні становить до 15 років.
Єжов був виданий Росії у вересні 2019 року в рамках обміну утримуваних осіб у форматі «35 на 35».

## Сім'я
З дружиною Юлією Мірошниковою, громадянкою Росії, Станіслав Єжов познайомився близько 2008 в соціальних мережах. Юлія народилася і навчалася в Санкт-Петербурзі, випускниця Санкт-Петербурзького політехнічного університету Петра Великого. Будучи у шлюбі з Єжовим, в період чотирирічного перебування в США проводила дослідження і писала звіти для японського інституту прикладної ядерної енергетики. В даний час працює в компанії ДТЕК, власником котрої є Рінат Ахметов. У подружжя є донька Марія Єжова — громадянка України.
У майновій декларації, поданій 10 березня 2017 року, Єжов вказав квартиру в Києві площею 90,55 м², якою володіє спільно з батьком і сестрою. Накопичення Єжова — 70 000 доларів США готівкою та 11 000 доларів, позичені третім особам. Доходи Єжова за 2016 рік складалися з зарплати в обсязі 223 829 гривень. Дружина Юлія Мірошникова вказала два вклади в Сбербанку Росії — 286 641 рублів і 31 713 доларів США; мала за 2016 рік 125 526 грн зарплати в консалтинговій фірмі NUMARK Associates, Inc., зареєстрованою в Вашингтоні, а також 6104 гривень відсотків з вкладів в Ощадбанку РФ.

## Статті
- Янина Соколовская (21 грудня 2017). СБУ пришла к выводу о том, что Ежов занимался шпионажем в пользу России. Коммерсантъ. Архів оригіналу за 27 січня 2019. Процитовано 23 грудня 2017.
- Янина Соколовская (21 грудня 2017). Переводчик украинского премьера подозревается в шпионаже в пользу России. Владимир Гройсман поблагодарил СБУ за «профессионализм и бдительность». Коммерсантъ. Архів оригіналу за 4 січня 2019. Процитовано 23 грудня 2017.
- Юлиана Скибицкая (21 грудня 2017). Задержан личный переводчик премьер-министра Украины. Его подозревают в шпионаже в пользу России. Медуза. Архів оригіналу за 4 січня 2019. Процитовано 23 грудня 2017.